# Hierochthonia pulverata
Hierochthonia pulverata är en fjärilsart som beskrevs av W. Warren 1901. Hierochthonia pulverata ingår i släktet Hierochthonia och familjen mätare. Inga underarter finns listade i Catalogue of Life.